# Mogoro
Mogoro est une commune italienne de la province d'Oristano, dans la région Sardaigne.

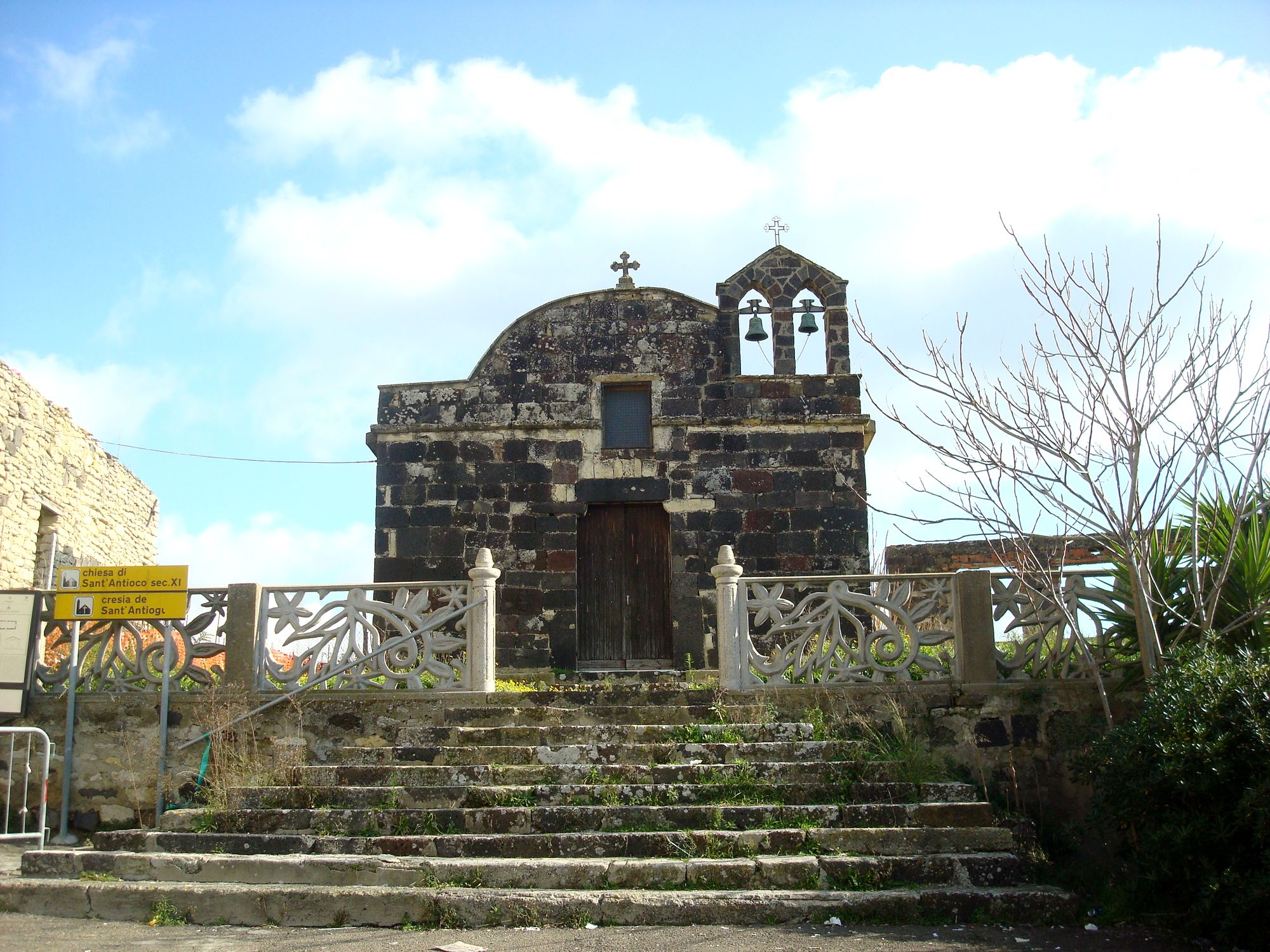
Église de Sant'Antioco di Sulcis et son clocher-mur.

## Administration
| Période                                  | Période         | Identité       | Étiquette | Qualité |
| ---------------------------------------- | --------------- | -------------- | --------- | ------- |
| Les données manquantes sont à compléter. |                 |                |           |         |
| 31 mai 2015                              | 26 octobre 2020 | Sandro Broccia |           |         |
| 26 octobre 2020                          | actuel          | Donato Cau     |           |         |

### Communes limitrophes
Collinas, Gonnostramatza, Masullas, Pabillonis, San Nicolò d'Arcidano, Sardara, Uras.

## Monuments
Dans l'église San Bernardino de la commune se trouve la « pierre du miracle » (située dans le nouvel autel), où l'on peut voir des traces qui correspondraient à celles d'hosties consacrées recrachées par deux hommes. En effet, selon les sources, les deux hommes qui menaient une vie "dissolue" n'étaient pas encore allés se confesser. Ainsi, ils auraient recrachés les hosties sur la pierre après que celles-ci leurs aient brulé la langue. Cet évènement ayant eu lieu vers la Pâques 1604, les fidèles participent à une procession eucharistique solennelle qui a lieu le jour de Pâques de chaque année. 